# アンダーグラフというバンドの映像
『アンダーグラフというバンドの映像』（アンダーグラフというバンドのえいぞう）は、アンダーグラフ初のPV集。2008年1月30日にFOR LIFE MUSIC ENTERTAINMENTより発売。

## 概要
アンダーグラフ初のDVDクリップ集。
1stシングル「ツバサ」、映画監督・行定勲による「ユビサキから世界を」、河瀬直美監督による「また帰るから」、
2005年6月14日スタジオコーストでのライブで演奏された「遠き日」の映像など全9曲を収録。
特典としてメンバー撮り下ろしによる「また帰るから」、未公開PVメイキングシーン等貴重な映像も収録。また、PVには副音声によるメンバーの解説が付いている。

## 収録曲
1. ツバサ
2. 君の声
3. パラダイム
4. 真面目過ぎる君へ
5. ユビサキから世界を
6. また帰るから
7. ピース・アンテナ
8. セカンドファンタジー
9. 遠き日(Live Version)

- Extra Track

1. また帰るから
メンバー撮り下ろし映像。
2. メイキング
3. TVスポット